# Nekropole von Cala Sant Vicenç
Die auf Spanisch Cuevas artificiales oder Cuevas sepulcrales genannten sieben erhaltenen Höhlen der Nekropole von Cala Sant Vicenç bei Pollença im Norden der spanischen Baleareninsel Mallorca liegen nur wenige Meter von der Straße entfernt. Künstliche Höhlen auf den Balearen bilden eine Eigenheit der prätalayotischen oder navetiformen Ära (1600–1200 v. Chr.) der Vorgeschichte. 
Die Höhlen (auch Cuevas de l'Alzinaret genannt) der Nekropole von Sant Vicenç wurden bereits vom Historiker Joan Binimelis (1538/39–1616) in seiner „Geschichte Mallorcas“ beschrieben. Wilfred Hemp berichtete in „Some Rock-cut Tombs and Habitation Caves in Mallorca“ von 1926 über 13 Höhlen. Die Höhlen wurden Mitte des 19. Jahrhunderts u. a. von Pena und Emile Cartailhac wissenschaftlich untersucht. 
Es gibt einfache apsidenförmige Aushöhlungen und komplexe Formen mit Vorkammer, Kamera, Seitennischen und Bankaltar. Die Höhle Nr. 6 (nach Hanf) hat eine Länge von etwa 12 m und endet kopfseitig in einer kleinen Apsis. Innerhalb der Höhle wurde als einziger Vertreter seiner Art auf Mallorca ein Idol (als zylindrischer Stein) gefunden. Höhle Nr. 7 (nach Hanf) ist die am besten erhaltene. Sie hat einen quadratischen Durchschlupf von etwa einem Meter Seitenlänge als nahezu ebenerdigen Zugang in die Vor- und Hauptkammer mit Schwellenstein. Hier wurden Knochenfragmente mit V-förmiger Perforation gefunden.